# Centre démocratique (Croatie)
Pour les articles homonymes, voir Centre démocratique.
Le Centre démocratique (Demokratski centar (DC) est un parti politique de centre-droite en Croatie.

## Histoire
Le Centre démocratique fut fondé le 2 avril 2000 par l'aile modérée de l'Union démocratique croate (HDZ) qui quitta ce dernier après les échecs électoraux de début 2000 et la montée du sentiment nationaliste et europhobe au sein du parti. Mate Granić, ancien ministre des affaires étrangères dans les gouvernements issus du HDZ, Vesna Škare Ožbolt et un certain nombre d'autres dirigeants du HDZ avaient pris conscience du fait que les nationalistes avaient un poids trop important au sein du HDZ ce qui le rendait impossible à réformer de l'intérieur. En outre, ils estimèrent que pour préparer l'avenir de la Croatie, il fallait tourner la page de la Guerre de Croatie (1991-1995) et s'orienter vers les valeurs démocratiques et l'Union européenne. Devant l'impossibilité de réformer le parti de l'intérieur, les modérés quittèrent le HDZ pour fonder le DC afin de donner à la Croatie un parti de droite classique.
Le Centre démocratique est un parti moderne, populaire, démocratique et pro-européen. Il souhaite construire une Croatie prospère, stable et socialement juste, intégrée à l'Europe et qui repose sur l'État de droit et le respect des droits de l'homme. Le DC estime que pour réaliser ces objectifs, il faut que tous les individus puissent avoir les mêmes chances de réussir compte tenu de leurs talents et de leurs efforts. Le parti s'oppose à toute forme de discrimination et d'extrémisme politique, religieux ou national ainsi qu'à toutes les formes de gouvernement autoritaire, autosuffisant, et isolationniste. En matière de politique étrangère, il préconise une démarche visant à résoudre pacifiquement les différends et à développer les relations de bon voisinage ainsi que l'adhésion de la Croatie à l'Union européenne et à l'OTAN.
Le nombre de ses adhérents est resté stable (2001 : 8 500 ; 2002 : 15 000 ; 2003 : 15 000 ; 2004 : 14 000). Toutefois, l'évolution du HDZ a déjoué les prévisions et réduit l'auditoire du DC. En revanche, ses résultats électoraux et sa représentation au Parlement sont restés très faibles (2000 : 4 députés (2,65 %) ; 2003 : 3 députés (1,99 %) ; 2004 : 1 député (0,66 %)).

## Le parti aujourd'hui
Le président du parti est Vesna Škare-Ožbolt.
Le parti est fortement féminisé et compte 38 % de femmes parmi ses membres. Il dispose d'un Club des jeunes.
Lors des élections parlementaires de fin 2003, il a obtenu 3 sièges au Sabor et il est le seul à avoir accepté de s'allier au HDZ pour participer au gouvernement dirigé par Ivo Sanader.
Il est observateur au Parti populaire européen.